# Конрад Абелтсхаузер
Конрад Абелтсхаузер (  — Бад Телц, 2. септембар 1992) професионални је немачки хокејаш на леду који игра на позицијама одбрамбеног играча.
Члан је сениорске репрезентације Немачке за коју је на међународној сцени дебитовао на светском првенству 2017. године. 
Учествовао је на улазном драфту НХЛ лиге 2010. где га је као 163. пика у шестој рунди одабрала екипа Сан Хозе шаркса. Од 2016. године игра у дресу екипе ХК Ред бул Минхен у немачкој лиги.